# 정한헌
정한헌(~ )은 대한민국의 배우이다.

## 생애
충청북도 음성군 금왕읍 출생으로, 무극초등학교를 거쳐 감곡중학교에 입학했다가 무극중학교로 전학해 졸업하고, 고등학교는 안양예술영화학교를 졸업했다. 1973년 연극배우 첫 데뷔한 그는 1974년에 영화 《파계》로 연기자 생활을 시작하고 1977년에는 MBC 문화방송 공채 탤런트 9기로 정식 입사하였다.
문화방송 공채 탤런트 특성 상 농촌드라마 전원일기에 산불 화재 발생한 임야의 주인 역 또는 어르신 상대 사기 약장사 역 등 단역으로 종종 출연 하기도 하였다

## 학력
- 무극초등학교
- 무극중학교 졸업
- 안양예술영화학교 졸업

## 정치 참여
2010년 3월 5일에는 같은 해 6월에 실시 된 대한민국 제5회 지방 선거를 앞두고 음성군수 후보로 출마(자유선진당)했으나, 5월 12일에 사퇴를 표명했다.

## 출연 작품

### 드라마
- 1977년 MBC 《수사반장》
- 1977년 MBC 《113 수사본부》
- 1979년 MBC 《최후의 증인》
- 1981년 MBC 《제1공화국》 - 신동운 역
- 1982년 MBC 《남강 이승훈》
- 1982년 MBC 《공주갑부 김갑순》
- 1982년 MBC 《포로들》 - 천영환 역
- 1983년 MBC 《야망의 25시》
- 1983년 MBC 《3840 유격대》
- 1985년 MBC 《풍란》 - 박진수 역
- 1985년 MBC 《임진왜란》 - 이영남 역
- 1986년 MBC 《남한산성》 - 김연 역
- 1988년 MBC 《원미동 사람들》
- 1989년 MBC 《제2공화국》 - 이웅희 역
- 1989년 MBC 《독도 수비대》
- 1990년 MBC 《조선왕조 500년:대원군》 - 고영근 역
- 1990년 MBC 《반민특위》 - 정국은 역
- 1991년 MBC 《여명의 눈동자》 - 니시하라 역
- 1991년 MBC 《동의보감》
- 1993년 MBC 《제3공화국》 - 김용태 역
- 1993년 MBC 《산바람》
- 1994년 MBC 《서울의 달》 - 진우실업 경리과장 역
- 1994년 MBC 단막극 《MBC 베스트극장 - 조개탕 끓이는 남자》 ... 신도시 개발 관계자 역
- 1994년 MBC 《짝》 ... 고동수 역
- 1995년 SBS 《코리아게이트》 ... 대통령경호실장 차지철 역
- 1997년 MBC 《영웅신화》 - 강두식 역
- 1997년 SBS 《아름다운 그녀》
- 1997년 MBC 《신데렐라》
- 1998년 MBC 《수줍은 연인》
- 1999년 MBC 《안녕 내 사랑》 - 송 과장 역
- 1999년 MBC 《햇빛속으로》
- 1999년 MBC 《흐르는 것이 세월뿐이랴》 - 기영 역
- 1998년 MBC 《수줍은 연인》
- 1998년 SBS 《삼김시대》 - 김동영 역
- 2001년 MBC 《매일 그대와》
- 2001년 SBS 《여인천하》 - 윤춘년 역
- 2001년 MBC 《홍국영》
- 2002년 MBC 《어사 박문수》
- 2003년 MBC 《인어아가씨》 - 조만기 기사 역
- 2004년 SBS 《섬마을 선생님》 - 박치만 역
- 2004년~2005년 MBC 《단팥빵》 - 황정구 역
- 2005년 MBC 《내 이름은 김삼순》 - 커플매니저 역
- 2005년 SBS 《마이걸》 - 주태형 역
- 2005년 MBC 《비밀남녀》 - 지점장 역
- 2005년 MBC 《제5공화국》 - 국군보안사령부 정보처장 권정달 대령 역
- 2006년 MBC 《주몽》 - 계필 역
- 2007년 MBC 《고맙습니다》
- 2007년 MBC 《겨울새》 - 최 기사 역
- 2007년 SBS 《사랑하기 좋은 날》 - 마만근 역
- 2007년 MBC 《뉴하트》 - 이은성을 폭행한 환자 역
- 2008년 OCN Movies 《리틀맘 스캔들》- 혜정 부 역
- 2008년 OCN Movies 《리틀맘 스캔들 2》 - 혜정 부 역
- 2008년 MBC 《춘자네 경사났네》 - 오병구 역
- 2010년 MBC 《파스타》 - 라스페라 손님 역
- 2010년 SBS 《웃어요, 엄마》 - 박 의원 역
- 2010년 KBS1 《명가》 - 심원교 역
- 2011년 MBC 《계백》 - 백은 역
- 2011년 MBC 《짝패》 - 박 서방 역
- 2011년 MBC 《내 마음이 들리니》 - 공장장 역
- 2011년 MBC 《오늘만 같아라》 - 이진구 역
- 2012년 SBS 《부탁해요 캡틴》 - 안전벨트 착용 안하는 승객 역 (특별출연)
- 2012년 MBC 《신들의 만찬》 - 농림수산식품부 차관 역
- 2012년 OCN 《신의 퀴즈 3》 - 허정일 역
- 2012년 MBC 《아랑사또전》 - 감영관찰사 역
- 2012년 SBS 《드라마의 제왕》 - 박 부국장 역
- 2012년~2013년 MBC 《보고싶다》 - 주정명의 아버지 역
- 2014년 MBC 《운명처럼 널 사랑해》 - 종친 역
- 2015년 SBS 《떴다! 패밀리》 - 최종태 역
- 2015년 SBS 《심야식당》 - 김씨 역
- 2015년 MBC 《최고의 연인》 - 백만석 역
- 2016년 MBC 《불야성》
- 2018년 SBS 《리턴》 - 서준희의 아버지 역
- 2018년 SBS 《나도 엄마야》 - 지동만 역
- 2019년 MBC 《봄이 오나 봄》 - 윤영후 역

### 영화
- 1974년 《파계》
- 1987년 《야누스의 불꽃 여자》
- 1987년 《키위새의 겨울》
- 1990년 《동경 아리랑》
- 1991년 《내일은 비》

## 수상
- 2007년 MBC 연기대상 공로상

## 경력
- 2011년 충북지방경찰청 명예경찰관
- 2011년 MBC 탤런트실 실장
- 2010년 자유선진당 당무위원 겸 상임위원
- 1977년 MBC 9기 공채 탤런트

## 광고
- 1991년 대우국민차 라보 (정명환과 함께)